# Kiedy ślub?
Kiedy ślub? – polski serial obyczajowo-komediowy udostępniany na platformie VOD Canal+ online oraz emitowany na kanale telewizyjnym Canal+ Premium od 9 lutego do 29 marca 2024 roku.

## Fabuła
Wanda (Maria Dębska) oraz Tosiek (Eryk Kulm) pozostający w długoletnim związku, czując wypalenie uczuć względem siebie, postanawiają się rozstać i na nowo uczą się żyć bez siebie.

## Obsada

### Główna
- Maria Dębska – Wanda Mazur
- Eryk Kulm jr – Antoni „Tosiek” Świętojański

### Drugoplanowa
- Masza Wągrocka – Gosia, przyjaciółka Wandy
- Kamil Szeptycki – Patryk Wróbel, przyjaciel Tośka
- Magdalena Żak – Justyna
- Katarzyna Domalewska – Dominika, asystentka szefowej
- Kamila Urzędowska – Nadia
- Set Sjöstrand(inne języki) – Sven Gorranson, chłopak Gosi
- Wojciech Zieliński – Mateusz Płocha
- Matylda Damięcka – szefowa Wandy
- Bożena Furczyk – Bożenka z HR
- Magdalena Popławska – aktorka Lena Ostrowska
- Maciej Musiał – aktor Marek Lipko
- Izabela Kuna – Danuta Mazur, matka Wandy
- Karolina Bacia – asystentka reżysera
- Tomasz Mechowicki – Olo
- Krzysztof Wach – Wojtek z marketingu
- Diana Zamojska(inne języki) – Magda z korpo
- Wojciech Solarz – reżyser
- Tomira Kowalik – pani Bielak, sąsiadka Tośka
- Szymon Majchrzak(inne języki) – JJ, chłopak Patryka

## Lista odcinków
| Data premiery (Canal+ Premium) | Nr | Tytuł                           |
| ------------------------------ | -- | ------------------------------- |
|                                |    |                                 |
| 09.02.2024                     | 1  | Powiedzieć, że to koniec        |
|                                |    |                                 |
| 16.02.2024                     | 2  | Podzielić rzeczy                |
|                                |    |                                 |
| 23.02.2024                     | 3  | Zrobić coś dla siebie           |
|                                |    |                                 |
| 01.03.2024                     | 4  | Powiedzieć bliskim              |
|                                |    |                                 |
| 08.03.2024                     | 5  | Zrobić coś głupiego             |
|                                |    |                                 |
| 15.03.2024                     | 6  | Dać sobie czas                  |
|                                |    |                                 |
| 22.03.2024                     | 7  | Otworzyć się na nowe znajomości |
|                                |    |                                 |
| 29.03.2024                     | 8  | Zapomnieć                       |
|                                |    |                                 |

Opracowano na podstawie źródła ze strony FilmPolski.pl.

## Spis serii
| Seria | Seria | Sezon            | Odcinki | Premiera serii | Finał serii   | Pora emisji   |
| ----- | ----- | ---------------- | ------- | -------------- | ------------- | ------------- |
|       | 1.    | zima–wiosna 2024 | 1–8 (8) | 9 lutego 2024  | 29 marca 2024 | piątek, 23:00 |